# Гьореме

Гьореме — місто у Туреччині. Розташоване практично у центрі Національного парку Гьореме. 
Згідно з адміністративним поділом Туреччини місто Гьореме розташовано в регіоні Центральна Анатолія.
Місто Гьореме є центром історико-географічного краю Кападокії та його головною туристичною базою. 
Найближчі міста — Учісар, Аванос, Ургюп, Невшехір.

## Географія
Місто Гьореме розташовано у центральній частині Анатолійського плоскогі́р'я.
Клімат континентальний, сухий. Річна кількість опадів — 380 мм .

## Геоморфологія
Туристів в Гьореме приваблюють малопоширені у світі форми рельєфу перібаджалари та сформований ними мальовничий ландшафт. 
Околиці міста — долини, заповнені скелями-перібаджалари та іншими ерозійно-еоловими формами рельєфу. Навколо міста розташована Долина любові, Долина Голубів, Червона долина.

## Пам'ятки Гьореме
Крім оригінального ландшафту, відомі церкви Гьореме. Монастирське життя на околицях сучасного міста розпочалось у III-IV столітті. У скелях на околицях Гьореме збереглися залишки церков, каплиць, їдалень, келій та складських приміщень, видовбаних у скелях-перібаджалари.

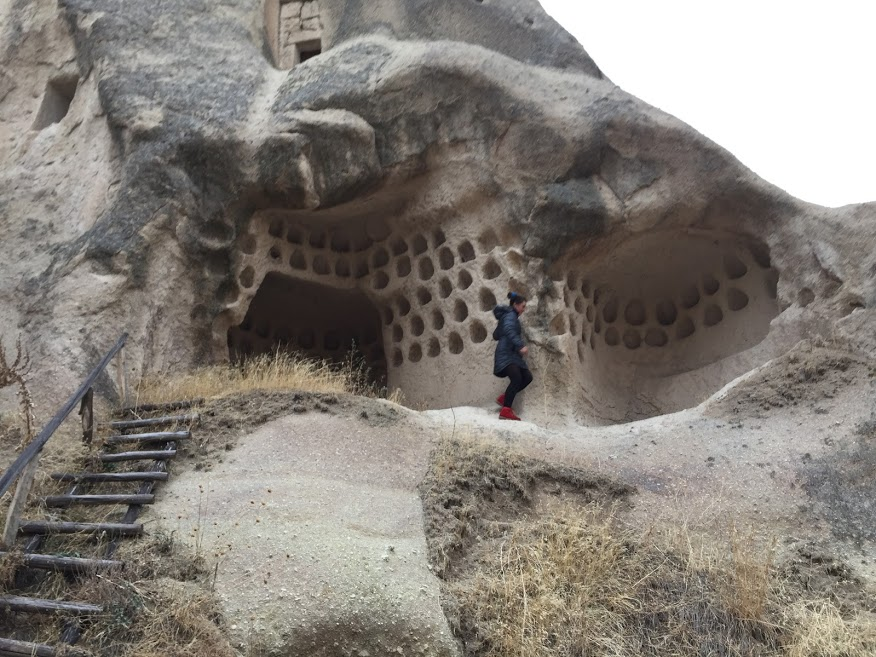
Гьореме. У скелях на околицях міста збереглися залишки церков та каплиць

## Економіка
Основа економіки міста — обслуговування туристів, які відвідують Національний парк Гьореме. В місті поширені ресторани, готелі, продаж сувенірів. 

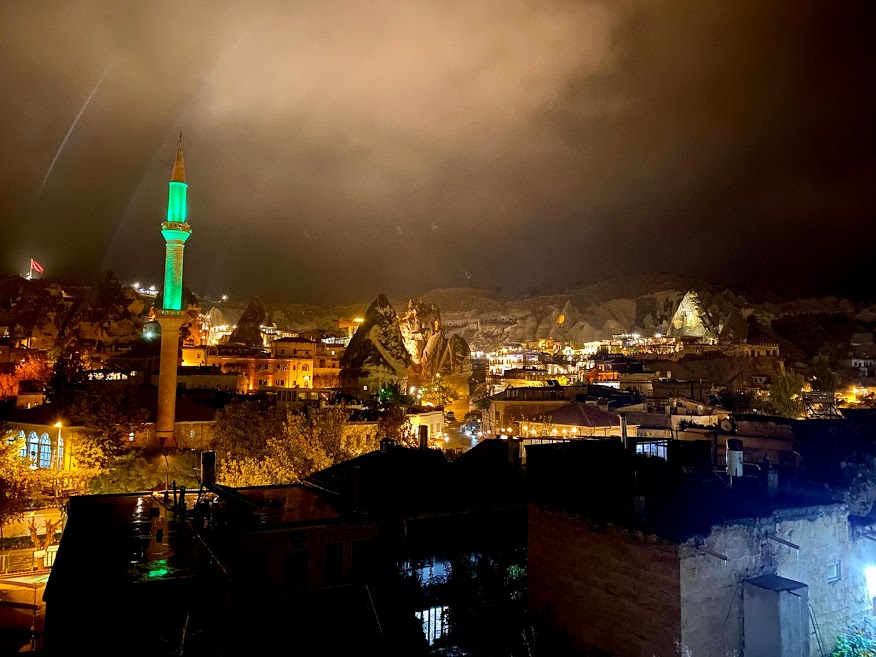
Гьореме. Панорама міста вночі.

Задля приваблення туристів створено атракцію з повітряними кулями, яка вже стала своєрідною візитівкою регіону.
Ділянки ґрунту між скелями-перібаджалари місцеві мешканці використовують для вирощування винограду, томатів, кавунів.

## Транспорт
Налагоджено постійне автомобільне сполучення з містами Учісар, через Учісар до Невшехір, та Аванос.
В центрі міста — автостанція.

## Галерея

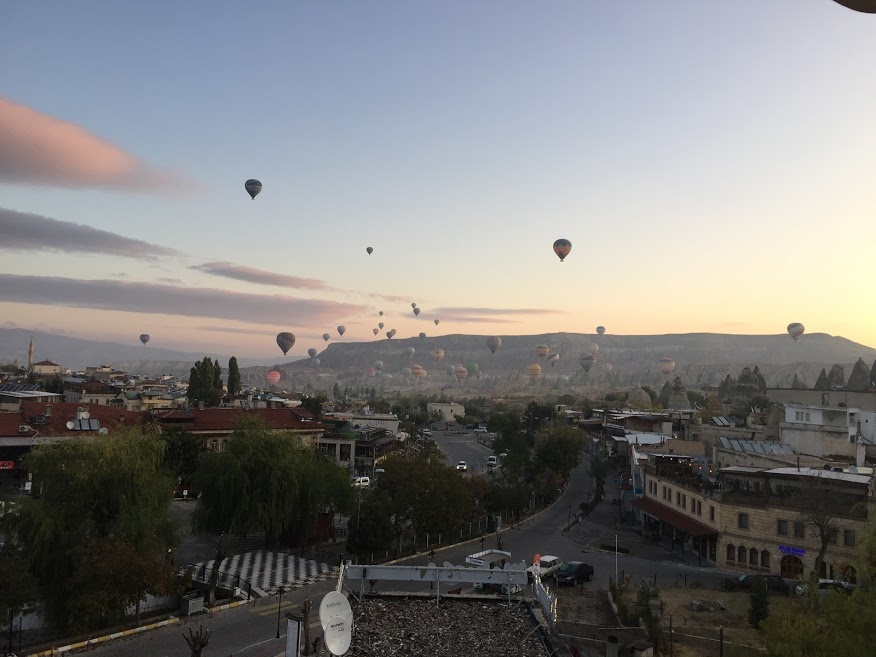
Гьореме, центр міста, вигляд з даху отелю, дорога на Учісар
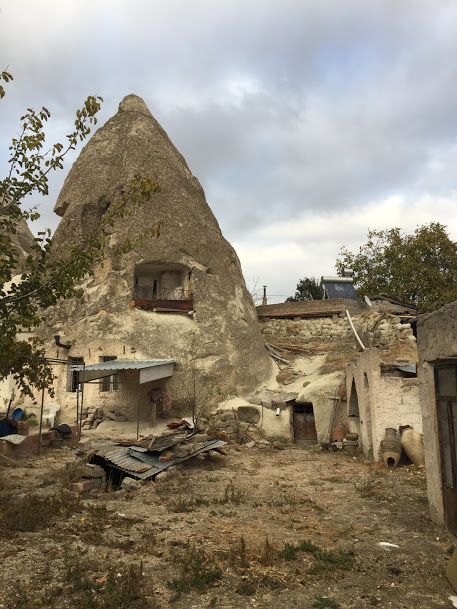
Житло, розміщене в скелі-перібаджалари. Гьореме. Листопад 2020 р
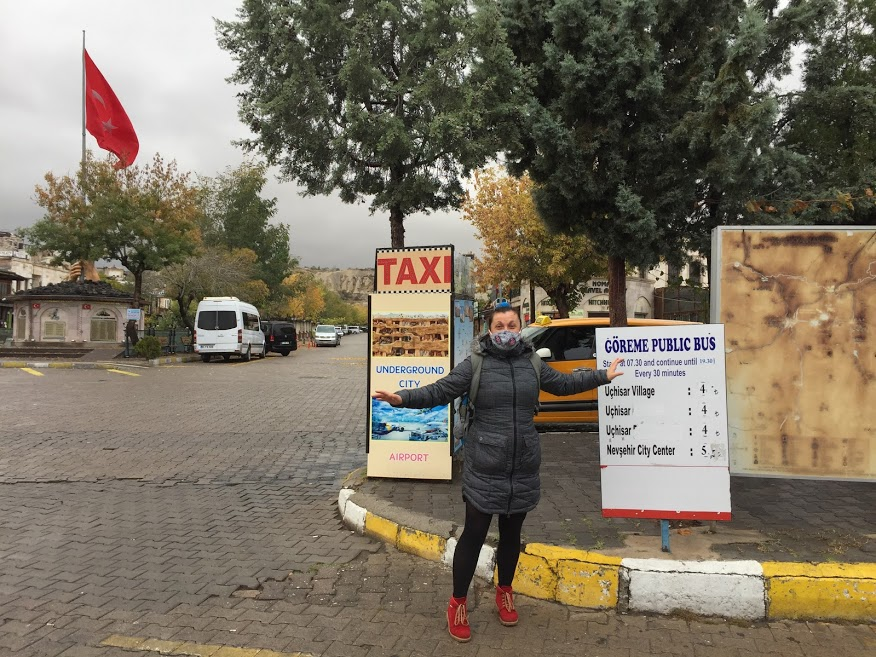
Автостанція Гьореме, центральна площа міста
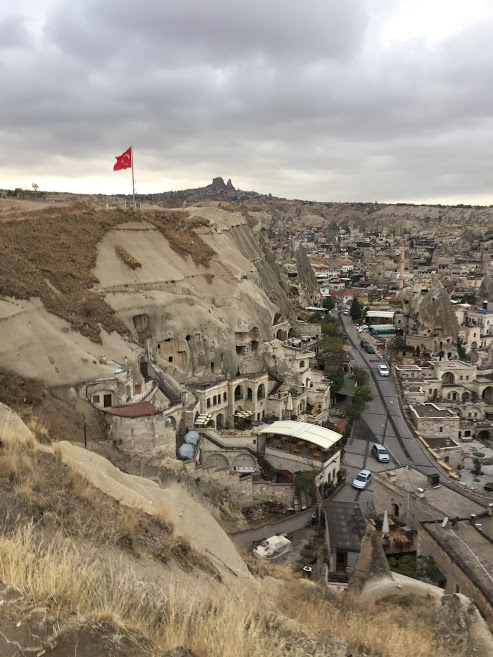
Вигляд на долину, у якій розташоване місто Гьореме, згори
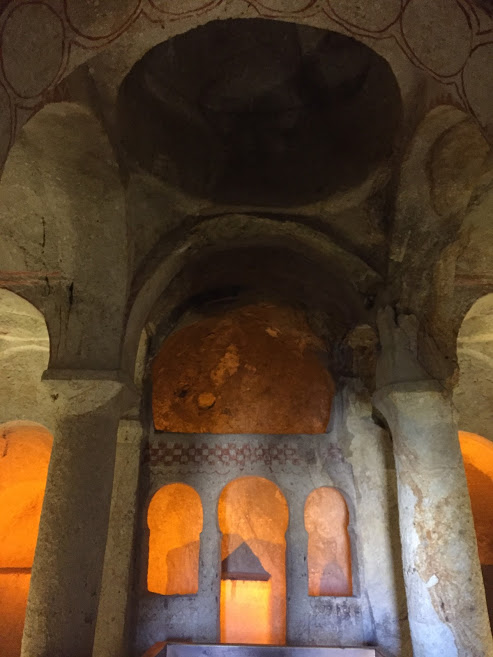
Інтер'єр однієї з церков Гьореме, видовбаної у скелі. Музей просто неба.
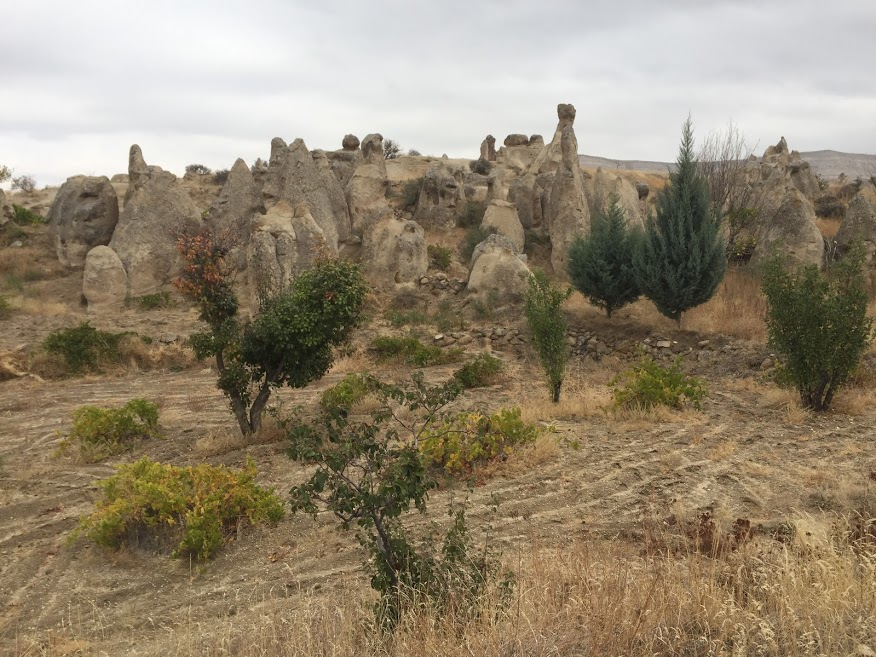
Город жителя Гьореме. Город розташовано серед скель-перібаджалари, на околиці міста, в межах Національного парку Гьореме
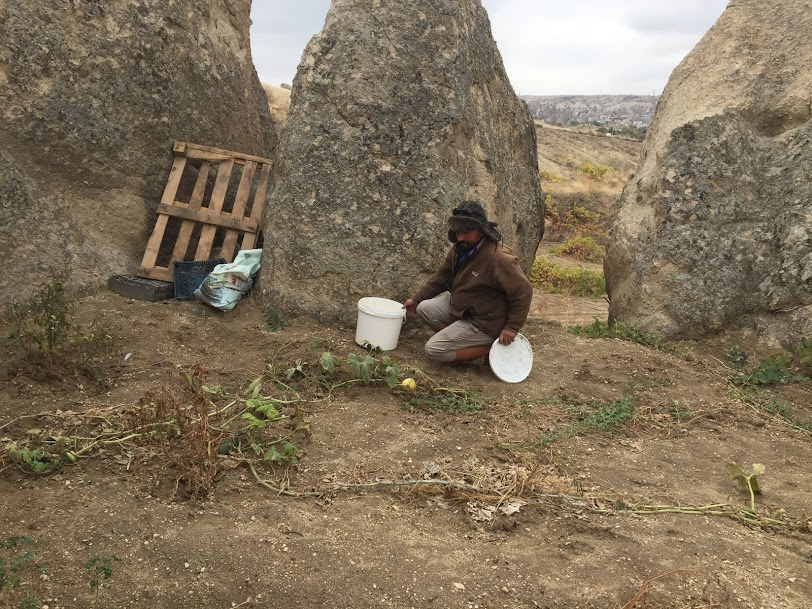
Городик між скелями-перібаджалари. Житель Гьореме
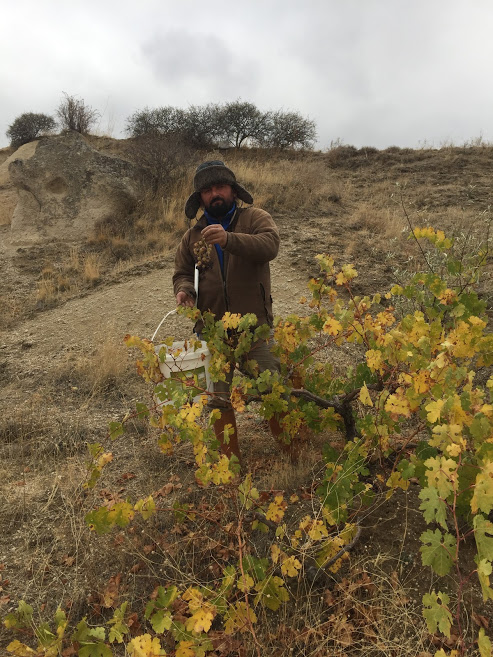
Виноградник між скелями. Житель Гьореме. Околиці міста - територія Національного парку Гьореме
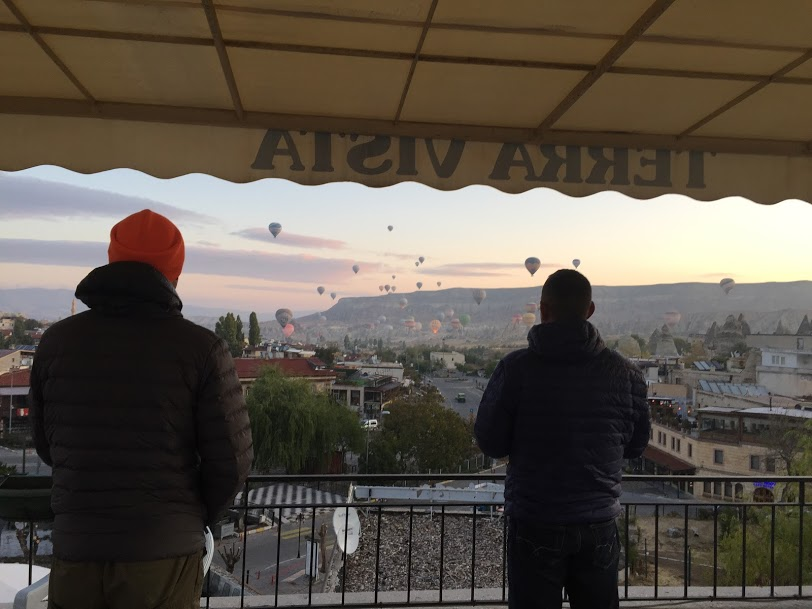
Вигляд на Гьореме з тераси готелю